# Törökország az 1964. évi téli olimpiai játékokon
Törökország az ausztriai Innsbruckban megrendezett 1964. évi téli olimpiai játékok egyik részt vevő nemzete volt. Az országot az olimpián 1 sportágban 5 sportoló képviselte, akik érmet nem szereztek.

## Alpesisí
Férfi
| Versenyző         | Versenyszám      | Selejtező | Selejtező | Selejtező | Selejtező | Döntő    | Döntő    | Döntő    | Döntő    | Döntő      | Döntő      |
| Versenyző         | Versenyszám      | 1. futam  | 1. futam  | 2. futam  | 2. futam  | 1. futam | 1. futam | 2. futam | 2. futam | Összesítés | Összesítés |
| Versenyző         | Versenyszám      | Idő       | Hely.     | Idő       | Hely.     | Idő      | Hely.    | Idő      | Hely.    | Idő        | Helyezés   |
| ----------------- | ---------------- | --------- | --------- | --------- | --------- | -------- | -------- | -------- | -------- | ---------- | ---------- |
| Muzaffer Demirhan | Lesiklás         |           |           |           |           |          |          |          |          | 2:45,63    | 63.        |
| Muzaffer Demirhan | Műlesiklás       | 1:12,26   | 69.       | 1:08,20   | 48.       | kiesett  | kiesett  | kiesett  | kiesett  | kiesett    | kiesett    |
| Muzaffer Demirhan | Óriás-műlesiklás |           |           |           |           |          |          |          |          | 2:41,42    | 74.        |
| Abdurrahman Küçük | Lesiklás         |           |           |           |           |          |          |          |          | 3:09,99    | 72.        |
| Abdurrahman Küçük | Óriás-műlesiklás |           |           |           |           |          |          |          |          | 3:07,63    | 79.        |
| Zeki Şamiloğlu    | Lesiklás         |           |           |           |           |          |          |          |          | 3:05,71    | 71.        |
| Zeki Şamiloğlu    | Műlesiklás       | 1:12,81   | 70.       | 1:12,03   | 50.       | kiesett  | kiesett  | kiesett  | kiesett  | kiesett    | kiesett    |
| Zeki Şamiloğlu    | Óriás-műlesiklás |           |           |           |           |          |          |          |          | 2:28,76    | 69.        |
| Osman Yüce        | Lesiklás         |           |           |           |           |          |          |          |          | 3:03,66    | 70.        |
| Osman Yüce        | Műlesiklás       | 1:18,75   | 76.       | kizárták  | kizárták  | kiesett  | kiesett  | kiesett  | kiesett  | kiesett    | kiesett    |
| Osman Yüce        | Óriás-műlesiklás |           |           |           |           |          |          |          |          | 2:32,11    | 71.        |
| Bahattin Topal    | Műlesiklás       | 1:25,99   | 80.       | 1:07,69   | 46.       | kiesett  | kiesett  | kiesett  | kiesett  | kiesett    | kiesett    |